# Tetradium
Tetradium é um género botânico pertencente à família Rutaceae.
No sistema de classificação filogenética Angiosperm Phylogeny Website este género é sinónimo de Rhodiola.
1. ↑  «Tetradium — World Flora Online». www.worldfloraonline.org. Consultado em 19 de agosto de 2020